# Trachea niveiplaga
Trachea niveiplaga är en fjärilsart som beskrevs av Walker 1857. Trachea niveiplaga ingår i släktet Trachea och familjen nattflyn. Inga underarter finns listade i Catalogue of Life.